# Pentagons ufo-videoer
Pentagons ufo-videoer er nogle udvalgte videooptagelser optaget fra kampfly baseret på United States Navy's hangarskibene USS Nimitz og USS Theodore Roosevelt i 2004, 2014 og 2015, med yderligere optagelser taget af andet flådepersonale i 2019. De fire videoer, som i vid udstrækning karakteriseres som officielt dokumenterende ufoer, har siden 2017 været genstand for omfattende dækning i medierne. Pentagon kommenterede og offentliggjorde officielt de første tre videoer i 2020, og bekræftede ægtheden af de lækkede 2019-videoer i 2021.
Offentliggørelsen af videoerne har givet anledning til en række mulige forklaringer, herunder droner, fejlagtig instrumentaflæsninger, menneskelig observationsfejl og – som det er typisk i forbindelse med sådanne hændelser – spekulationer om fremmede rumfartøjer.

## Baggrund
Den 14. november 2004 hævdede den amerikanske jagerpilot David Fravor, som var baseret på det amerikanske hangarskib USS Nimitz, at han have undersøgt et radarsignal fra et muligt mål ud for kysten af det sydlige Californien. Fravor havde påpeget, at han var blevet fortalt, at et andet krigsskib USS Princeton (CG-59), havde modtaget signaler fra usædvanlige fly i to uger før hændelsen indtraf. Disse fly blev spottet i en højde af 24.000 meter, inden de hurtigt ville fortage en nedstigning til ca. 6.100 meter og holde sig svævende i denne højde. Fravor rapporterede, at han så en genstand, som var hvid og oval og svævende over en havforstyrrelse. Han vurderede, at genstanden var omkring 12 meter lang. Fravor og en anden pilot, Alex Dietrich, (fra et andet kampfly) sagde i et efterfølgende interview, at i alt fire personer (to piloter og to våbensystemofficerer på bagsæderne af de to kampfly) havde set genstanden i omkring 5 minutter. Fravor sagde, at da hans kampfly fortog en nedstigning for at komme tættere på objektet, fortog genstanden en opstigning indtil objektet hurtigt forsvandt. En anden gruppe af kampfly, herunder piloten Chad Underwood, lettede efterfølgende fra USS Nimitz for at undersøge sagen nærmere. I modsætning til Fravor var Underwoods kampfly udstyret med et avanceret infrarødt kamera (FLIR). Underwood optog herefter den såkaldte "FLIR"-video og var efterfølgende navngiver til beskrivelsen "Tic Tac", der beskrev de infrarøde billeder. Underwood så ikke selv noget usædvanligt objekt.
I perioden mellem 2014 og 2015 optog jagerpiloter tilknyttet hangarskibet USS Theodore Roosevelt, som opererede ud fra USA's østkyst, GIMBAL- og GOFAST-videoerne. Piloterne rapporterede her om, at de havde identificeret ukendte objekter, som de ikke var i stand til at identificere.

## Udgivelse af videoer
Den 16. december 2017 rapporterede The New York Times om hændelserne og offentliggjorde samtidig tre videoer (de såkaldte "FLIR"-, "GIMBAL"- og "GOFAST"-videoer), der skulle forgive at vise amerikanske kampflys møde med uidentificerede objekter, som bevægede sig med høj hastighed. The New York Times' udgivelser blev genstand for stigende "spekulationer fra ufo-efterforskere". Disse historier er blevet kritiseret af professor Keith Kloor som "en nysgerrig fortælling, der ser ud til at være drevet af tynde kilder og farvet rapportering". Ifølge Kloor blev der ikke givet nok spalteplads til den "mest sandsynlige" forklaring. I stedet tog dækningen afsæt i en skildring af det mystiske og den iøjnefaldende 'ufo'-overskrift.
Videoerne, som indeholder cockpit-displaydata, infrarøde billeder, lydoptagelser af kommunikation mellem piloterne, blev oprindeligt indleveret til pressen af Luis Elizondo. Elizondo var tidligere leder af Pentagons undersøgelsesprogram, Advanced Aerospace Threat Identification Program, men havde i oktober 2017 – i protest mod regeringens hemmeligholdelse og modstand mod undersøgelse – opsagt sin stilling i Pentagon, idet han ikke følte at programmet blev taget alvorlig (jævnfør afskedsbrev til forsvarsminister James Mattis). Ifølge magasinet Wired havde en kopi af en af videoerne floreret online i diverse ufo-fora siden minimum 2007. I september 2019 bekræftede en talskvinde fra Pentagon videoernes ægthed, og at de var "en del af et større problem med et øget antal uidentificerede luftfænomener i de seneste år". Den 27. april 2020 udgav Pentagon formelt de tre videoer.
I februar 2020 bekræftede den amerikanske flåde, at der som svar på diverse forespørgsler var blevet leveret efterretningsbriefinger, af flådeefterretningsembedsmænd, til medlemmer af den amerikanske Kongres.

### 2019-videoer
I april 2021 bekræftede Pentagon-talskvinden Sue Gough, at videooptagelser der cirkulerede offentligt af, hvad der så ud til at være et uidentificeret trekantet objekt på himlen, var blevet taget af den amerikanske flåde ombord USS Russell i 2019.  UFO-efterforsker Mick West antydede, at billedet var resultatet af en optisk effekt kaldet en bokeh. Pentagon bekræftede også fotografier af genstande beskrevet som "sfære", "agern" og "metallisk luftskib".
Den efterfølgende måned bekræftede Gough yderligere, at en anden video var blevet optaget af den amerikanske flåde, og at denne video aktuelt blev efterforket og analyseret af den såkaldte UAP Task Force. Denne video, der blev optaget den 15. juli 2019, ombord på USS Omaha, viser angiveligt et sfærisk objekt, der flyver over havet set gennem et infrarødt kamera om natten. Objektet bevæger sig hurtigt hen over skærmen, før det stopper og dykker ned i vandet.

## Potentielle forklaringer
Fænomenerne optaget i forbindelse med Nimitz- og Roosevelt-begivenhederne er (per 2020) karakteriseret som "uidentificerede" af det amerikanske forsvarsministerium. Udbredt medieopmærksomhed på disse begivenheder har motiveret teorier og spekulationer fra privatpersoner og grupper vedrørende potentielle forklaringer, herunder dem der fokuserer på pseudovidenskabelige emner såsom ufologi. Med hensyn til de pseudovidenskabelige forklaringer udtalte forfatter Matthew Gault, at disse begivenheder "afspejler det samme mønster, som er udspillet dusinvis af gange før. Nogen ser noget mærkeligt på himlen (...) og offentligheden hopper til en ulogisk konklusion." Forfatteren og astrofysikeren Adam Frank skrev med hensyn til påstande om "beviser for udenjordisk teknologi, der kan trodse fysikkens love" i The New York Times, at piloternes rapporter og cockpitinstrumenteringsvideoer "ikke gav anledning til meget".
Skeptiske forklaringer omfatter blandt andet instrument- eller softwarefejl, anomali eller artefakter, menneskelig observationsillusion (f.eks. parallakse) eller fortolkningsfejl, eller almindelige fly (f.eks. et passagerfly) eller antenne (f.eks. vejrballon). Videnskabsskribenten Mick West argumenterede: "Hver gang noget uidentificeret dukker op i indskrænket luftrum, er det et reelt problem". Samtidig advarede West om, at "rapporten antyder, at størstedelen af tilfældene, hvis de løses, ville vise sig at være en række ting såsom naturligt atmosfæriske fænomener. En mangel på data betyder ikke, at fremmede liv er det sandsynlige svar."
I henhold til fysikeren Adam Frank, var det muligt, at ufoerne i videoerne er "droner indsat af rivaler som Rusland og Kina for at undersøge vores forsvar - lokke vores piloter til at tænde for deres radar og andre detektorer og dermed afsløre vores elektroniske efterretningsevner". I henhold til astronomen Thomas Bania, kunne det også være en form for elektronisk krigsførelse, som Kina eller Rusland "forsøger at få efterretninger om præcis, hvad vores våbensystemer er i stand til at gøre".
I kølvandet på kongressens efterretningsbriefinger og for ligeledes at tilskynde piloter til at indrapportere hændelser, der "regelmæssigt har forekommet siden 2014", meddelte den amerikanske flåde, at den havde opdateret den måde hvorpå piloter formelt skulle rapportere uforklarede observationer. I en kommentar til disse opdaterede retningslinjer sagde en talsmand for flåden, at hensigten med opdatering var "at give [en] opdateret vejledning om rapporteringsprocedurer (...)".  I forhold til de nye retningslinjer sagde talsmanden, at en mulig forklaring på stigningen i rapporterede hændelse muligvis kunne forklares af en stigning i tilgængeligheden af ubemandede luftfartøjer såsom quadrocoptere.
Den amerikanske senator Marco Rubio, som var formand for Senatets efterretningskomité, sagde, at han frygtede, at ufoerne i videoerne kunne være kinesisk eller russisk teknologi. Den pensionerede admiral Gary Roughead, der havde haft kommandoen over både Atlanterhavs- og Stillehavsflåderne, før han tjente som chef for flådeoperationer fra 2007 til 2011, sagde i 2020, at de fleste analyser af videoerne ikke entydigt havde kunne forklare fænomenerne. I forbindelse med et foredrag om Kinas militærstrategi i det 21. århundrede påpegede Roughead, at udvikling af ubemandede autonome fly, var en prioritet for USA, såvel som andre nationer som Kina og Rusland.
Adam Dodd og sikkerhedseksperten Jack Weinstein påpegede, at ingen af andre lande (Rusland og Kina) havde kapacitet til at producere fly med sådanne ekstraordinære egenskaber. De påpegede endvidere, at sådanne lande normalt ville forsøge at forhindre, at et rivaliserende land som USA, ville kunne observere enhver teknologi på så højt niveau.
Mediekommentarer har også bemærket, at hvis Kina eller Rusland havde teknologi på så højt et niveau, der tillod så ekstreme hastigheder og manøvredygtighed som påvist i videoerne, ville USA være klar over dem. Men som svar på dette sagde Weinstein: "Jeg vil ikke gå så langt. Kina har udviklet noget god teknologi meget hurtigere, end vi troede, de ville." 
Ifølge magasinet New York's forfatter, Jeff Wise, repræsenterer UAP muligvis ikke flyets faktiske hastigheder og manøvredygtighed, idet fremskridt inden for elektronisk krigsførelse (EW) kunne bedrage sensorer og give falske hastigheds- og positionsoplysninger og resultere i rapporter om "usædvanlige UAP-bevægelsesmønstre eller flyveegenskaber".

## Ufo-rapporten i juni 2021
Den 25. juni 2021 udgav US Office of the Director of National Intelligence (ODNI) en foreløbig rapport om UAP'er, som i vid udstrækning var centreret om beviser indsamlet over de sidste 20 år fra forskellige rapporter fra den amerikanske flåde. Rapporten kom ikke til nogen endelig konklusion på, hvad UAP'erne var, idet man manglede "tilstrækkelige data". I et begrænset antal hændelser så UAP efter sigende ud til at udvise usædvanlige flyveegenskaber, herunder høj hastighed, bryde lydmuren uden at producere en sonisk boom, høj manøvredygtighed, der ikke kunne gentages på anden måde, langvarig flyvning og en evne til at dykke ned i vandet. Nogle af UAP'erne så ud til at bevæge sig uden synlige fremdriftsmidler, og det blev bemærket, at de påståede høje hastigheder og manøvrer normalt ville ødelægge ethvert andet fartøj. Disse observationer kan være resultatet af sensorfejl eller observatørens fejlopfattelse og krævede yderligere grundig analyse.
Rapporten indikerede, at UAP-optagelserne i de fleste tilfælde sandsynligvis var af fysiske objekter og ikke falske aflæsninger, da de individuelle tilfælde også var blevet detekteret af forskellige andre sensormekanismer, herunder også visuel observation. Rapporten udtalte også, at "UAP sandsynligvis ikke skyldes en enkeltstående forklaring". Man foreslog fem mulige kategorier af forklaring: luftbåren rod, naturlige atmosfæriske fænomener, amerikanske regerings- eller industriudviklingsteknologi, udenlandske fartøjer og en "Anden"-kategori.
Rapporten rejste bekymring for, at UAP'erne kunne være et sikkerhedsproblem med hensyn til en mulig kollision med amerikanske fly. Endvidere kunne de udgøre en sikkerhedstrussel, hvis de var udenlandske fartøjer, der indsamlede oplysninger om USA.Rapporten indikerede, at undersøgelsen af emnet ville fortsætte, herunder udvikling af rapporteringsprotokoller. Rapporten indikerede også, at af de rapporterede observationer mangler alle undtagen én (bekræftet som en vejrballon) tilstrækkelig information til at tilskrive en specifik forklaring eller forklaringer.

## I populærkulturen
- Videoerne blev vist i 2019 i History Channel-serien: Unidentified: Inside America's UFO Investigation.[13]
- Den 5. oktober 2019 indeholdt episode nummer 1361 af The Joe Rogan Experience en visning af videoerne samt et interview med David Fravor.[10]
- Videoerne blev vist i Showtime Networks serie: UFO.[55]